# Jean-Marie Dufour
Jean-Marie Dufour (* 1949) ist ein kanadischer Wirtschaftswissenschaftler und Hochschullehrer. Im Zentrum seiner wissenschaftlichen Arbeit steht die Volkswirtschaftslehre und ihre Beschreibung mit statistischen und ökonometrischen Verfahren.

## Werdegang, Forschung und Lehre
Nachdem Dufour 1971 sein Mathematikstudium an der McGill University als Bachelor of Science abgeschlossen hatte, graduierte er zwei Jahre später an der Universität Montreal als Master of Science. Bis 1974 studierte er zudem Wirtschaftswissenschaft an der Concordia University. Hier wie vier Jahre später an der University of Chicago legte er den Master of Arts ab, ehe er 1979 als Ph.D. Chicago verließ.
Parallel zu seinem Studium hatte Dufour ab 1973 am Collège Édouard-Montpetit, einem Collège d’enseignement général et professionnel, gearbeitet. 1978 wechselte er als Lecturer für Wirtschaftswissenschaften zurück an die Universität Montreal, ein Jahr später übernahm er an der Hochschule den Posten eines Assistant Professor. 1983 stieg er zum Associate Professor auf, ehe er 1988 zum ordentlichen Professor berufen wurde. Während seiner Tätigkeit in Montreal nahm er mehrfach Gastprofessuren wahr und unterrichtete unter anderem an der Universität Lausanne, der University of Pennsylvania, der Universität Tunis oder der Universität Toulouse. Ab 2001 bekleidete er den Canada Research Chair an der Universität Montreal. 2007 folgte er einem Ruf an die McGill University, bei der er den William-Dow-Lehrstuhl übernahm.
Dufour engagierte sich neben seiner wissenschaftlichen Arbeit in Forschung und Lehre in diversen Forschungsinstitutionen. So leitete er zwischen 1998 und 2001 die Geschicke der Société canadienne de science économique und zwischen 2002 und 2003 der Canadian Economics Association jeweils als Präsident. Für seine Arbeit wurde er zudem mehrfach ausgezeichnet. Neben dem Prix Marcel-Dagenais, den er dreimal erhielt, wurde er 2008 im Rang eines Officers mit dem Order of Canada geehrt.
Die wissenschaftliche Arbeit Dufours ist geprägt vom mathematischen Beschreiben von Makroökonomie, Finanzwissenschaft, Wirtschaftswachstum und -entwicklung. Seine ökonometrischen Ansätze decken neben anderem Zeitreihenanalysen, Unternehmensbewertungsmodelle und Grundlagenfragen zu Ökonometrie ab.

## Werke
Die folgende Auflistung gibt von ihm veröffentlichte Bücher und Monografien wieder, zudem hat er zahlreiche Zeitschriftenartikel und Arbeitspapiere verfasst.
- L'aide publique au financement des exportations mit André Raynauld und Daniel Racette (1983)
- New Developments in Time Series Econometrics Herausgeber mit Baldev Raj (1993)
- Recent Developments in the Econometrics of Structural Change Herausgeber mit Eric Ghysels (1996)
- Resampling Methods in Econometrics Herausgeber mit Benoit Perron (2006)